# برندگان و گناهکاران
برندگان و گناهکاران (به چینی: 奇謀妙計五福星) همچنین با عنوان  پنج ستاره خوش شانس شناخته شده‌است. یک فیلم سینمایی اکشن و کمدی محصول سال ۱۹۸۳ هنگ کنگ به کارگردانی و بازی سامو هونگ است. این فیلم با نقش‌آفرینی جکی چان و یوئن بیائو همراه می‌باشد. این اثر اولین قسمت از سری فیلم‌های موفق خوش شانس در هنگ کنگ بود.